# Saint-Aubin (Nord)
Saint-Aubin è un comune francese di 384 abitanti situato nel dipartimento del Nord nella regione dell'Alta Francia.

## Società

### Evoluzione demografica
Abitanti censiti